# Filippo Serafini
Filippo Serafini (Preore, 10 aprile 1831 – Pisa, 15 maggio 1897) è stato un giurista italiano nato in Trentino, allora parte dell'impero austro-ungarico.

## Biografia

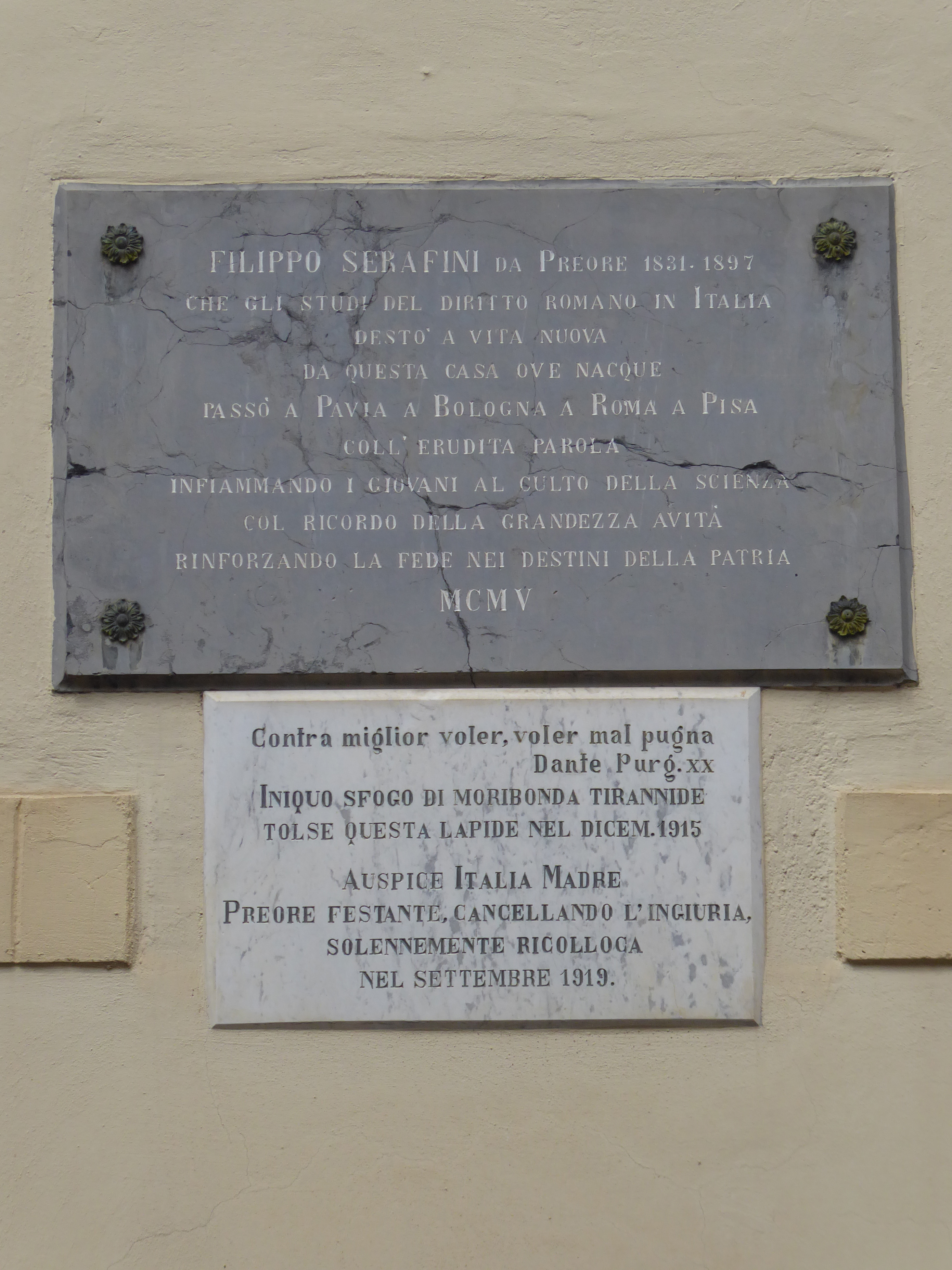
Targhe in memoria di Filippo Serafini sulla sua casa natale a Preore

Appartenente a nobile famiglia di antiche tradizioni giuridiche e militari, fu professore di diritto romano nelle università di Pavia, Bologna, Roma e Pisa.
Fu autore di molteplici opere sul diritto romano, raccolte in una collana denominata "Archivio giuridico", tuttora in uso.
Fu incaricato di redigere il codice civile svizzero e ne curò la stesura.
Nel 1872 fu nominato rettore dell'Università di Roma, carica che tenne per un anno. Nel 1873, quarto centenario della nascita di Niccolò Copernico, fu tra i principali promotori, insieme al senatore Domenico Berti,  del Museo Astronomico e Copernicano di Roma.
Il 21 novembre 1892 ricevette la nomina a Senatore del Regno (ancorché nato come cittadino straniero).
Nel 1894 fu Rettore per un anno dell'Università di Pisa.
Ebbe tre figli: Adelina (che sposò il senatore del Regno Lando Landucci), Enrico (1863-1914), che continuò sulla via del padre, diventando anch'egli uno stimato giurista e professore all'Università di Pisa, e Piera, che sposò Pietro Cogliolo, senatore del Regno e professore ordinario di Diritto Romano all'Università di Camerino.
Il suo corpo è sepolto presso il Camposanto Monumentale di Pisa.

## Opere
- Archivio giuridico (collana di studi sul diritto romano pubblicati tra il 1863 ed il 1903)
- Del metodo degli studi giuridici in generale e del diritto romano in particolare (1872)
- Opere minori. Scritti varii (1901)
- con Rudolf von Jhering, Sul primo Congresso giuridico italiano (1872)
- Il telegrafo in relazione alla giurisprudenza civile, (1862)
- Il Diritto commerciale: rivista periodica e critica, (1883)
- Istituzioni di diritto romano comparato al diritto civile (1870)
- Nuova interpretazione del celebre frammento di Ulpiano
- con David Supino e Pietro Cogliolo, Trattato delle obbligazioni secondo i principii comparati, (1861)
- con David Supino e Pietro Cogliolo, Il Diritto commerciale (1923)

La maggior parte delle opere elencate sono disponibili gratuitamente su "Google libri"